# Emich von Leiningen
Emich von Leiningen († 20. April 1328) war Bischof von Speyer von 1314 bis 1328.
Emich von Leiningen, in manchen Quellen auch Emicho, stammte aus dem Grafengeschlecht von Leiningen, das in Speyer mehrfach Bischöfe stellte. Er war der Sohn des Grafen Friedrich IV. von Leiningen, königlicher Landvogt im Speyergau.
Offenbar wurde Emich vom Mainzer Erzbischof zum Bischof ernannt, um den Einfluss der Habsburger im Bistum zurückzudrängen. Spannungen mit dem Domkapitel gingen so weit, dass er sich den Einzug in den Dom mit bewaffneten Knechten erzwingen musste.
Emich erteilte Ludwig dem Bayern auf seinem Italienfeldzug zusammen mit dem Eichstätter Bischof Gebhard III. von Graisbach die Salbung zum König der Lombardei. Da er als Parteigänger Ludwigs Urteile von Papst Johannes XXII. nicht veröffentlichte, wurde er 1327 exkommuniziert.
Das fürstbischöfliche Wappen ist üblicherweise geviert. Die Felder des Wappenschildes führen im Wechsel das Familienwappen derer von Leiningen und das Wappen des Bistums Speyer, ein silbernes Kreuz auf blauem Grund. Das Familienwappen der Grafen von Leiningen sind drei rot-bewehrte silberne Adler (2:1) auf blauem Grund.